# Huetbank
De Huetbank is een zitbank en gedenkteken in de Zuid-Hollandse stad Delft. De gedenkbank werd in 1901 onthuld ter herinnering aan de Nederlandse ingenieur en hoogleraar werktuigbouwkunde Adrien Huet (1836 – 1899).

## Achtergrond
Huet was actief bij de Polytechnische School te Delft, waar hij vanaf 1864 docent werktuigbouwkunde en vanaf 1894 hoogleraar was. Hij wordt door zijn prestaties beschouwd als de nestor van de Nederlandse werktuigbouwkunde. 
Na Huets overlijden werd door zijn oud-studenten een commissie gevormd om een gedenkteken op te richten. Het gedenkteken, een bank, werd ontworpen door de kunstenaar Adolf le Comte, die eveneens aan de Polytechnische school doceerde. Beeldhouwer Arend Odé maakte een portret en profil, dat in een medaillon in de rugleuning werd geplaatst.
De bank werd op 1 november 1901 op het Stadhuis van Delft door de commissie overgedragen aan de gemeente. Hij werd geplaatst in het Kalverbos, op het terrein van de voormalige gemeentelijke begraafplaats.

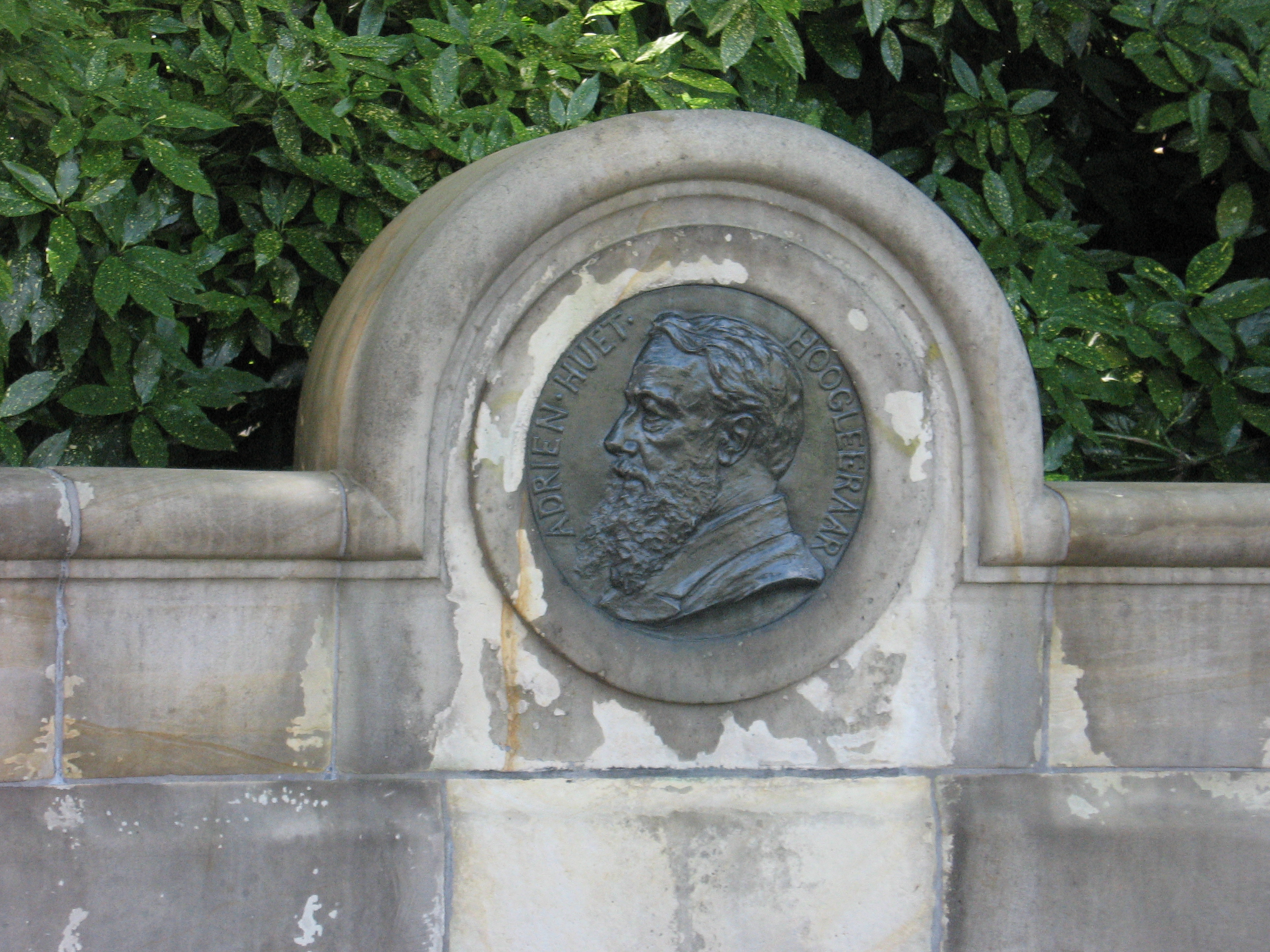
Het medaillonportret

## Beschrijving
De symmetrische zitbank is opgebouwd uit natuurstenen blokken, met een recht deel in het midden en gewelfde delen aan de uiteinden. Deze delen worden afgesloten door balusters met bolbekroning, waarop Huets geboorte- en sterfjaar zijn vermeld. Het zitgedeelte rust op consoles. In de rug is, onder een rondboog in de bovenrand een bronzen portretmedaillon van Huet aangebracht, met rondom de tekst "ADRIEN • HUET • HOOGLEERAAR".

## Waardering
De zitbank werd in 2002 als rijksmonument ingeschreven in het monumentenregister. "De herinneringsbank is van algemeen belang vanwege de cultuurhistorische, de stedenbouwkundige en de architectuurhistorische waarde. De zitbank heeft cultuurhistorische waarde als monument ter herinnering aan een man die was verbonden aan een onderwijsinstelling, welke voor Delft van zeer groot belang was en is. De zitbank heeft ensemblewaarde als een bijzonder element in het Kalverbos, dat van stedenbouwkundig en historisch belang is. De bank is tevens van belang vanwege de samenhang met een aantal bijzondere objecten in het Kalverbos. De zitbank heeft kunsthistorische en architectuurhistorische waarde vanwege het bijzondere, door kunstenaars van naam gemaakte ontwerp en vanwege het materiaalgebruik. De zitbank is tevens van belang vanwege de herkenbaarheid en de gaafheid."